# Compagnie Générale des Voitures à Paris

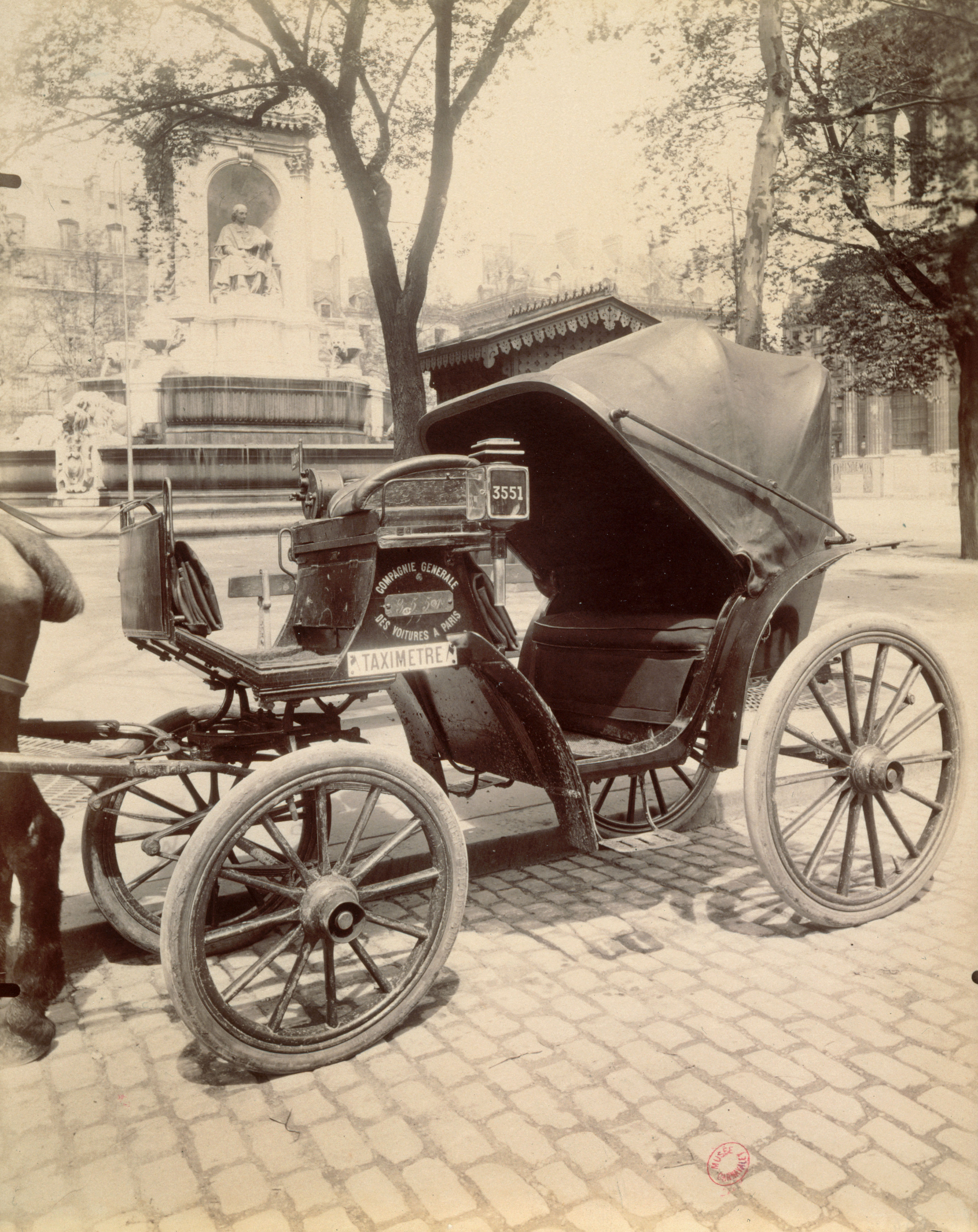
Calèche de la Compagnie Générale des Voitures à Paris.

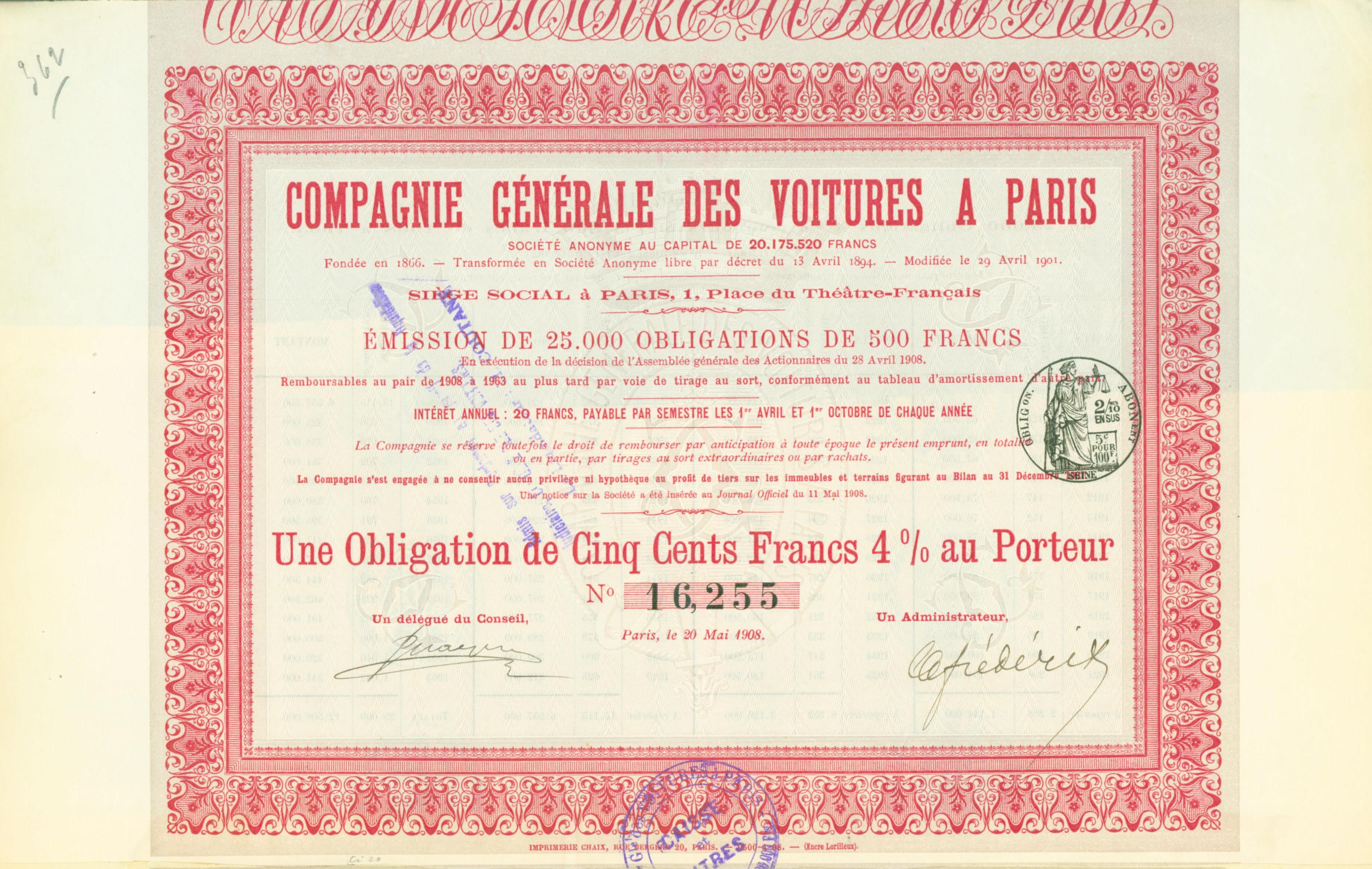
Obligation de la Comp. Générale des Voitures à Paris en date du 20 mai 1908

La Compagnie générale des Voitures à Paris était une compagnie de transport française.
Cette sociéte anonyme issue de l'ancienne Compagmie Impériale des Voitures, est créée en août 1848.
Elle fut dirigée par Maurice Bixio en 1868.
Elle s'installa rue du Pilier en 1898,. 